# Gare de Vendôme - Villiers-sur-Loir TGV
Ne doit pas être confondu avec Gare de Vendôme.
La gare de Vendôme - Villiers-sur-Loir TGV, connue également sous le nom de Vendôme-TGV, est une gare ferroviaire française TGV, de la LGV Atlantique, située sur le territoire des communes de Villiers-sur-Loir (à l'ouest), et de Vendôme (à l'est), dans le département de Loir-et-Cher, en région Centre-Val de Loire.

## Situation ferroviaire
La gare est située au point kilométrique (PK) 162,059 de la ligne à grande vitesse « de Paris-Montparnasse à Monts (LGV)», parfois appelée LGV Atlantique (branche Aquitaine).

## Histoire
À l'origine, la LGV Atlantique devait passer plus à l'est, près de Blois. Mais la SNCF a été confrontée à l'opposition des agriculteurs de la Beauce, soutenus par la ville de Blois qui n'était pas intéressée par une desserte TGV. Les élus du Vendômois ont alors pu négocier avec la SNCF l'implantation d'une gare, en échange de l'accord pour un passage de la LGV sur leurs terres.
En 2015, selon les estimations de la SNCF, la fréquentation annuelle de la gare est de 448 472 voyageurs.

## Trafic

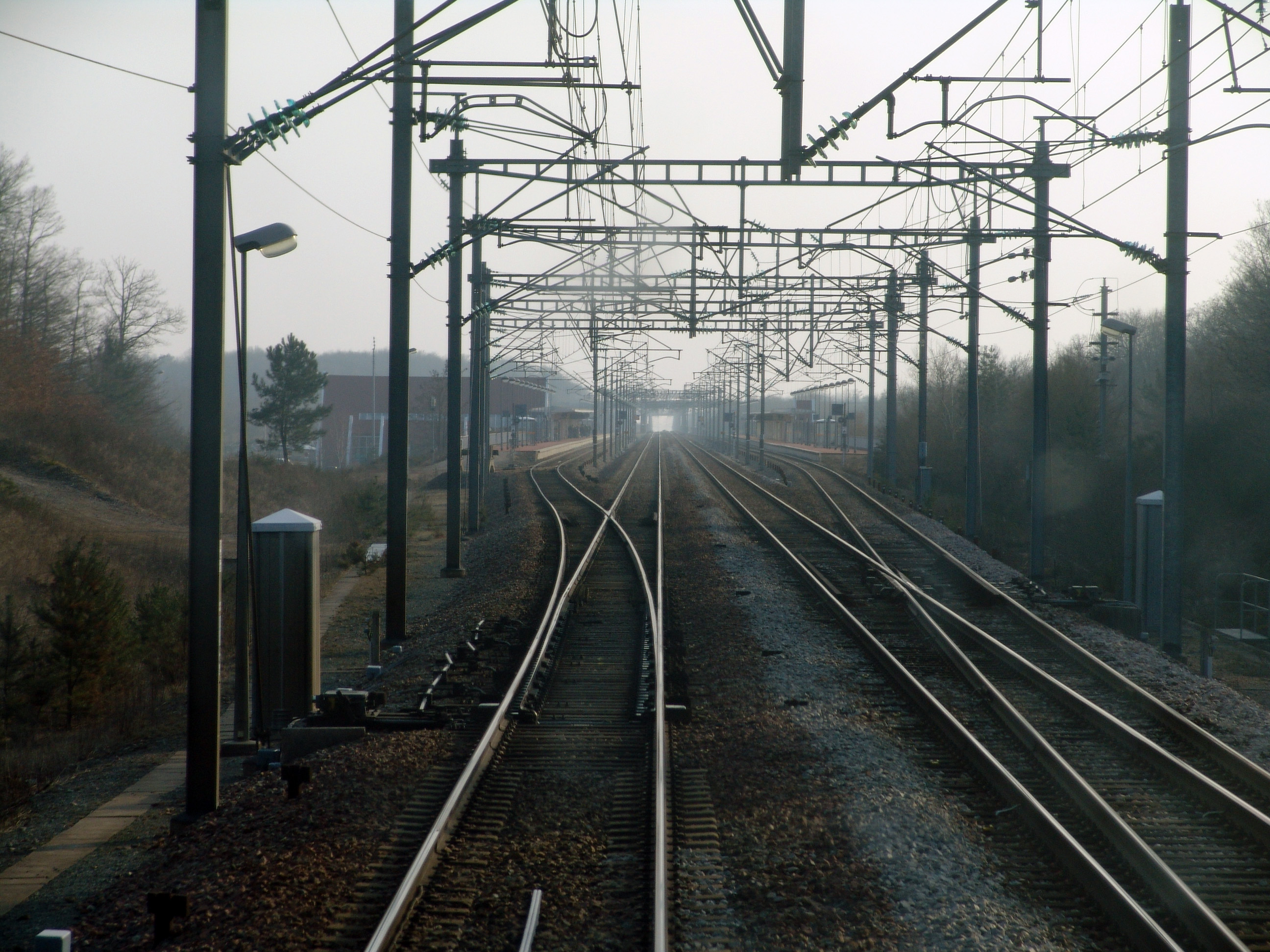
Entrée nord de la gare vue depuis la cabine de conduite du TGV Atlantique 363.

Bien que cette gare desserve une région relativement peu peuplée, elle est majoritairement utilisée pour des trajets pendulaires entre Vendôme et Paris, avec 300 habitués quotidiens en 2006.
À l'origine la gare n'était desservie que par deux aller-retour vers Paris par jour, puis la desserte s'est étoffée.
Elle a ainsi réussi à s'imposer comme une gare importante au regard du bassin de population et semble avoir ainsi évité la réputation de  « gare des betteraves » qui entache celle d'Ablaincourt-Pressoir dans la Somme. Depuis 2006, des trains supplémentaires ont été ajoutés, mais les horaires proposés sont exclusivement situés le matin et le soir, à l'exception d'un trajet vers midi, ce qui conforte sa vocation de gare pour navetteurs vers Paris.
Elle est desservie chaque jour par plusieurs TGV, effectuant essentiellement des relations entre Paris-Montparnasse et Tours. Aucune liaison directe n'existe cependant entre Vendôme et Massy TGV (sauf le vendredi), ce qui pourrait faciliter des correspondances. Il a existé une liaison vers Roissy et Lille en 1999/2000.
- Paris Montparnasse - Saint Pierre des Corps - Tours (6 A/R)
- Poitiers (ou La Rochelle) - Châtellerault - Paris Montparnasse (1 A - 2 R)

Son trafic était en 2005 d'environ 250 000 voyageurs.
De 2015 à 2023, selon les estimations de la SNCF, la fréquentation annuelle de la gare s'élève aux nombres indiqués dans le tableau ci-dessous.
| Année                      | 2015    | 2016    | 2017    | 2018    | 2019    | 2020    | 2021    | 2022    | 2023    |
| -------------------------- | ------- | ------- | ------- | ------- | ------- | ------- | ------- | ------- | ------- |
| Voyageurs                  | 426 558 | 425 062 | 434 632 | 418 302 | 433 234 | 282 395 | 337 542 | 465 035 | 488 009 |
| Voyageurs et non voyageurs | 533 198 | 531 328 | 543 290 | 522 878 | 541 542 | 352 993 | 421 928 | 581 294 | 610 011 |

## Accueil
La gare est équipée, pour la vente de billets, d'un espace unique de vente et de bornes automatiques. Un service d'accompagnements pour les personnes en situation de handicap (PSH) est disponible en gare. Elle est aussi dotée d'un buffet, d'une salle d'attente chauffée et close, d'un piano et d'un baby-foot.

## Intermodalité
Située sur le territoire de Villiers-sur-Loir, la gare est reliée à Vendôme par la route et par trois lignes : A, G et Navette Gare TGV du réseau de bus Move assurant les transports en commun de la ville de Vendôme. Des cars TER Centre-Val de Loire relient également la gare à Blois, Mondoubleau et Château-Renault.
Une implantation un peu plus au sud aurait permis de créer une gare d'interconnexion TER avec la  ligne de Brétigny à La Membrolle-sur-Choisille.
La gare dispose d'un parking EFFIA payant et de places de stationnement gratuites le long de la route.
La gare dispose également d'une station de taxis et d'un service de location de voitures.

## Environnement immédiat de la gare
La gare est située à environ quatre kilomètres de Vendôme et jouxte la forêt domaniale (un chemin pédestre relie d'ailleurs Vendôme à la gare TGV). Une technopole est en cours de développement.
Ce choix était délibéré, pour promouvoir le cadre de vie de la région auprès des touristes ou des entreprises. Le terrain n'étant pas viabilisé, il a fallu réaliser les aménagements routiers pour relier la gare à la D957 et amener l'eau et l'électricité.

## Aménagement du territoire
La ville avait mis de grands espoirs sur les effets structurants de cet équipement. Elle prévoyait qu'à l'horizon de l'an 2000, le parc technologique du Bois de l'Oratoire, qui devait se développer à proximité, aurait créé 5 000 emplois. Parallèlement, l'agglomération aurait dû gagner 20 000 habitants, le tissu urbain rejoignant les pourtours de la gare.
Cette gare affaiblit l'axe Tours - Blois - Orléans, très important pour l'aménagement du territoire de la région Centre-Val de Loire. La mobilité avec les transports collectifs est limitée vers Le Mans et Blois.
Le parc de stationnement payant a dû être agrandi (signe du succès de la gare) car les mouvements pendulaires sont nombreux entre Paris et Vendôme, transformant cette gare en gare de banlieue pour certains.

## Au cinéma
On aperçoit brièvement cette gare dans une scène du film Le Dîner de cons.